# Richard Courant
Richard Courant (8 de enero de 1888-27 de enero de 1972) fue un matemático alemán.

## Vida
Courant nació en la polaca Lublinitz, que formaba parte de la provincia de Silesia del Reino de Prusia. En su juventud, sus padres vivieron en Glatz, Breslau y, a partir de 1905 en Berlín. Él permaneció en Breslau y fue a la Universidad de Breslavia, pero continuó sus estudios en Zúrich y la Universidad de Gotinga.
Finalmente, se convirtió en el asistente de David Hilbert, con quien publicaría un manual de éxito durante decenios, y se doctoró en 1910. Tuvo que luchar en la I Guerra Mundial pero fue herido y licenciado muy pronto. Tras la guerra, en 1919, se casó con Nerina (Nina) Runge, hija de Carl Runge, profesor de matemática aplicada en Gotinga.
En 1922 Courant publicó su primer libro sobre teoría de funciones. Continuó sus investigaciones en Gotinga, aunque enseñó durante dos años en la Universidad de Münster. Ahí fundó el Instituto de Matemáticas, del que fue director desde 1928 a 1933. En 1927 apareció su primer tomo del Calculus, cuya versión inglesa tuvo 50 000 ejemplares. En 1928, Courant, Friedrichs y Lewy publicaron un famoso artículo sobre ecuaciones en derivadas parciales de la física matemática.
Courant huyó de la Alemania nazi en 1933, antes que muchos de sus colegas. Aunque clasificado como judío por los nazis, acaso podrían haberle conservado su plaza debido a sus servicios militares; sin embargo, dada su afiliación al Partido Socialdemócrata de Alemania no se le aplicó medida de excepción alguna.
Tras un año en Cambridge, emigró a Nueva York y consiguió plaza de profesor en la Universidad de Nueva York en 1936. Se le asignó la tarea de fundar un instituto para estudios graduados en matemáticas, que se convirtió en el actual "Instituto Courant" (se le dio este nombre a partir de 1964).
Además de por su habilidad organizativa, se le reconocen contribuciones importantes a las matemáticas. Junto con David Hilbert escribió el influyente Métodos de física matemática. Y con Herbert Robbins escribió la obra divulgativa ¿Qué es la Matemática? , que todavía se reimprime. Su nombre está asociado al método de los elementos finitos, reinventado posteriormente por los ingenieros. Courant le dio una base matemática firme. Este método se usa hoy en día para resolver ecuaciones en derivadas parciales numéricamente. También contribuyó a establecimiento de la "condición de Courant–Friedrichs–Lewy" y el "principio minimax de Courant". Fue amigo de otro gran exiliado alemán, Otto Neugebauer.
Courant murió en Nueva York. Tuvo cuatro hijos: Ernest es un físico de partículas y un innovador en aceleradores de partículas; Gertrude es doctora en biología; Hans es un físico que participó en el "Proyecto Manhattan" y Leonore fue músico profesional.

## Perspectiva sobre las matemáticas
Acerca de sus análisis sobre la formación de películas de jabón (que son solución a un problema variacional) en laboratorio, Courant mantenía que la existencia de una solución física no es óbice para la necesidad de una demostración matemática. En particular, alegaba:

La evidencia empírica nunca puede establecer la existencia matemática; ni puede la necesidad de una demostración de existencia ser descartada por el físico como un rigor innecesario. Sólo una prueba matemática de existencia puede asegurar que la descripción matemática de un fenómeno tiene sentido.

## Obra
- Beweis des Satzes, dass von allen homogenen Membranen gegebenen Umfantes und gegebener Spannung die kreisförmige den tiefsten Grundton besizt. Math. Z., 1918 3:321-28.
- Über die Eigenwerte bei den Differenzialgleichungen der mathematischen Physik. Math. Z., 1920 7:1-57.
- Hurwitz-Courant, Vorlesunger über allgemeine Funcktionen Theorie, 1922 (4ª ed.,apéndice de H. Röhrl, vol. 3, Grundlehren der mathematischen Wissenschaften. Springer, 1964.)
- Con D. Hilbert, Methoden der Mathematischen Physik, Vol. 1. 1924, Springer (Vol. 2, 1937), libro de gran influjo
- Con K. O. Friedrichs y H. Lewy. "Über die partiellen Differenzengleichungen der Mathematischen Physik", Math. Ann., 1928 100:32-74.
- Differential and Integral Calculus. Trad por E. J. McShane, vol. 1, 1934; vol. 2, 1936. Nordemann.
- "Plateau's problem and Dirichlet’s principle", Ann. Math., 1937 38(2):679-724.
- "The existence of minimal surfaces of given topological structure under given boundary conditions", Acta Math., 1940 72:51-98.
- Con H. Robbins, What Is Mathematics? An Elementary Approach to Ideas and Methods, 1941 (2ª ed., rev. por Ian Stewart, Oxford University Press, 1996). Tr.: ¿Qué es la Matemática?, FCE, 2003.
- Con K. O. Friedrichs, Supersonic Flow and Shock Waves, Wiley-Interscience, 1948.